# Jovan Marković
Jovan Marković (* 29. Juni 1976) ist ein serbischer Badmintonspieler. 

## Karriere
Jovan Marković begann seine sportliche Karriere in Jugoslawien, wo er zwölfmal die nationalen Titelkämpfe für sich entscheiden konnte. Des Weiteren war er sechsmal im Nationalpokal erfolgreich und siegte zweimal bei den Yugoslavian International. Nach seiner aktiven Karriere begann er eine Trainerlaufbahn im Badminton.

## Sportliche Erfolge
| Saison | Veranstaltung                      | Disziplin    | Platz | Name                               |
| ------ | ---------------------------------- | ------------ | ----- | ---------------------------------- |
| 1994   | Jugoslawien: Nationalpokal         | Mixed        | 1     | Jovan Marković / Natasa Ostojić    |
| 1994   | Jugoslawien: Nationalpokal         | Herreneinzel | 1     | Jovan Marković                     |
| 1994   | Jugoslawien: Nationalpokal         | Herrendoppel | 1     | Jovan Marković / Zoran Vuković     |
| 1995   | Jugoslawien: Einzelmeisterschaften | Herreneinzel | 1     | Jovan Marković                     |
| 1995   | Jugoslawien: Nationalpokal         | Mixed        | 1     | Jovan Marković / Natasa Ostojić    |
| 1995   | Jugoslawien: Nationalpokal         | Herreneinzel | 1     | Jovan Marković                     |
| 1995   | Jugoslawien: Nationalpokal         | Herrendoppel | 1     | Jovan Marković / Zeljko Pakić      |
| 1995   | Jugoslawien: Einzelmeisterschaften | Mixed        | 1     | Jovan Marković / Natasa Ostojić    |
| 1995   | Jugoslawien: Einzelmeisterschaften | Herrendoppel | 1     | Jovan Marković / Zoran Vuković     |
| 1996   | Jugoslawien: Einzelmeisterschaften | Herreneinzel | 1     | Jovan Marković                     |
| 1996   | Jugoslawien: Einzelmeisterschaften | Mixed        | 1     | Jovan Marković / Ruzića Marić      |
| 1997   | Jugoslawien: Einzelmeisterschaften | Herrendoppel | 1     | Jovan Marković / Bojan Jukovljević |
| 1997   | Jugoslawien: Einzelmeisterschaften | Herreneinzel | 1     | Jovan Marković                     |
| 1998   | Jugoslawien: Einzelmeisterschaften | Herrendoppel | 1     | Jovan Marković / Bojan Jukovljević |
| 1998   | Jugoslawien: Einzelmeisterschaften | Herreneinzel | 1     | Jovan Marković                     |
| 1998   | Yugoslavian International          | Herrendoppel | 1     | Bojan Jakovljević / Jovan Marković |
| 1998   | Yugoslavian International          | Herreneinzel | 1     | Jovan Marković                     |
| 2000   | Jugoslawien: Einzelmeisterschaften | Herreneinzel | 1     | Jovan Marković                     |
| 2000   | Jugoslawien: Einzelmeisterschaften | Herrendoppel | 1     | Jovan Marković / Bojan Jukovljević |
| 2002   | Jugoslawien: Einzelmeisterschaften | Herrendoppel | 1     | Jovan Marković / Bojan Jakovljević |